# NGC 5144
NGC 5144 (NGC 5144A) ist eine 12,7 mag helle Spiralgalaxie vom Hubble-Typ Sc.NGC 5144B ist  eine 15,0 mag helle Irreguläre Galaxie vom Hubble-Typ C oder eine Sternentstehungsregion von PGC 46742, die gravitationell mit NGC 5144A verbunden ist. Beide Galaxien sind im Sternbild Kleiner Bär zu finden und etwa 146 Millionen Lichtjahre von der Milchstraße entfernt.
Das Objekt wurde am 6. Mai 1791 von Wilhelm Herschel mit einem 18,7-Zoll-Spiegelteleskop entdeckt, der sie dabei mit „cB, R, almost equally bright throughout, resembling a very ill defined planetary nebula, about 0.5′ diameter“ beschrieb.